# 374715 Dimpourbaix
374715 Dimpourbaix è un asteroide della fascia principale. Scoperto nel 2006, presenta un'orbita caratterizzata da un semiasse maggiore pari a 2,2802366 au e da un'eccentricità di 0,1239861, inclinata di 5,95978° rispetto all'eclittica.